# La Murta (Jalón)
La Murta (o Murta) es una partida al sur del término municipal de Jalón, en la provincia de Alicante, situada entre Benibrai y Masserof. Su topónimo parece que proviene de la planta Murta o murta (nombre científico: Myrtus communis).

## Descripción física
Esta partida tiene un relieve muy accidentado, con una altura media sobre el nivel del mar de 450 metros. El principal cultivo de Murta es el del olivo y, en menor proporción, el del almendro. Murta cuenta con unas 30 viviendas aisladas, repartidas entre casetas de montaña que, a diferencia de las de Benibrai, no tienen riu-raus y chalets de reciente construcción donde viven residentes extranjeros.

## Vinculación entre Murta y Benibrai
Los lugares de Murta y Benibrai, localizados en el histórico Valle de Jalón, estaban integrados en un señorío común que pertenecía al novelista Joanot Martorell, que los había recibido por donación de Beatriz, su abuela paterna y la esposa de Guillermo, el fundador del linaje de los Martorell. Según los historiadores Jesús Villalmanzo y Jaime J. Chiner, Joanot era el nieto preferido de Beatriz porque lo hizo heredero universal de sus bienes.

## La mezquita de Murta
Por la documentación histórica se sabe que en el lugar de Murta había una mezquita a mediados del siglo XV. A causa de una cuestión de posesión jurídica sobre este lugar entre Joanot Martorell, en su condición de señor, y Bertomeu Martí, como arrendatario, los musulmanes de Murta se habían ido para evitar el conflicto; por ello, el 25 de junio de 1443, cuando Bertomeu Martí y su procurador, Antoni Torró, se presentan en Murta, no encontraron ningún habitante. Las puertas de la mezquita estaban abiertas, pero no había nadie en su interior.

## Cale Gal•ladí, habitante de Murta
Cale Gal•ladí formaba parte del grupo de musulmanes que, a instancias de un portero real llamado Joan Claver, se congregaron ante la casa señorial de Benibrai el día dos de mayo de 1442. De los dieciséis musulmanes que se reunieron allí, todos -salvo Calo Gal•ladí- eran habitantes de Benibrai; circunstancia que hace pensar que, dentro del señorío de Murta-Benibrai, este último lugar contaba con más habitantes que el de Murta.
- Datos: Q9018758